# Huai'an, Huai'an
Huai'an, även kallat Hwaian, är ett förortsdistrikt i staden med samma namn i Jiangsu-provinsen i östra Kina.

## Historia
Under Qingdynastin hette distriktet "Shanyang härad" (kinesiska: 山阳县?, pinyin: Shānyáng xiàn), vilket lydde under prefekturen Huai'an. 1912 avskaffades prefekturen Huai'an och då det fanns ett flertal härad med samma namn i Kina övertog Shanyang namnet Huai'an 1914.
Huai'an var den kinesiske premiärministern Zhou Enlais hemort, där han tillbringade en stor del av sin barndom.